# Jacobo Mansilla
Jacobo Guillermo Mansilla (Castelli, 15 giugno 1987) è un ex calciatore argentino, di ruolo centrocampista.

## Caratteristiche tecniche
È un esterno sinistro.

## Carriera
È cresciuto nelle giovanili dell'Independiente.